# فتح اهامادا
فتح اهامادا (انگلیسی: Fatah Ahamada؛ زادهٔ ۴ ژوئیهٔ ۱۹۹۰) بازیکن فوتبال اهل اتحاد قمر است.
وی همچنین در تیم ملی فوتبال اتحاد قمر بازی کرده‌است.